# Zorana Arunović
Zorana Arunović (in serbo Зорана Аруновић?; Belgrado, 22 novembre 1986) è una tiratrice a segno serba. Ha rappresentato la Serbia a quattro edizioni consecutive dei Giochi olimpici estivi: Londra 2012, Rio de Janeiro 2016, Tokyo 2020 e Parigi 2024, vincendo la medaglia d'oro nella pistola 10 metri aria compressa a squadre con Damir Mikec nell'edizione francese.

## Biografia

### Primi anni di vita
Zorana Arunović è nata il 22 novembre 1986 a Belgrado, capitale della Serbia.
Si interessa al tiro a segno grazie alla sorella maggiore, Jelena, iniziando ad allenarsi nel 2001 presso il club di tiro Policajac, per poi trasferirsi allo SK Crvena Zvezda, di proprietà dell'omonima società polisportiva con sede nella capitale serba.
Laureata in filologia ucraina, ha competenze linguistiche anche di russo e inglese.

### Carriera
Nel 2004 vince la medaglia d'argento nell'evento Junior a squadre ai Campionati Europei Eventi 10 metri a Győr, in Ungheria, e l'anno successivo ottiene invece una medaglia di bronzo, sempre a squadre, a Tallinn, capitale estone. Nel 2006, a Mosca, ottiene di nuovo la medaglia d'oro nella stessa competizione. Pochi mesi più tardi, a Zagabria, capitale della vicina Croazia, vince la medaglia d'oro individuale nella pistola a 25 metri e di bronzo nella prova a 10 metri a squadre ai campionati mondiali di tiro nella categoria juniores. Tre anni dopo, nel 2009, Arunović vince la medaglia d'oro nella prova a 10 metri con pistola ad aria compressa ai giochi del Mediterraneo disputati a Pescara.
Nel 2010 debutta a livello senior, riuscendo immediatamente a vincere la medaglia d'oro individuale nella pistola ad aria compressa da 10 metri, successivamente un argento individuale da 25 metri e, sempre in quest'ultima categoria categoria, oro a squadre insieme alla sorella Jelena e alla tiratrice veterana Jasna Šekarić, ai Campionati mondiali di tiro del 2010 a Monaco di Baviera. Le vittorie ottenute in Germania rese la Arunović la prima atleta donna serba a qualificarsi per le olimpiadi di Londra. Nel settembre 2010, è salita al primo posto nella classifica mondiale ISSF nella pistola ad aria compressa femminile da 10 metri. Alla fine dell'anno il Comitato Olimpico Serbo l'ha nominata sportiva serba dell'anno. Alle Universiadi estive del 2011 a Shenzhen, in Cina, si classifica al secondo posto nella pistola da 25 metri.
Nel 2012 a Londra si è classificata settima nella gara con la pistola ad aria compressa da 10 metri, mentre nella gara con pistola da 25 metri sfuma la medaglia classificandosi quarta, alle spalle dell'ucraina Olena Kostevyč.
Quattro anni dopo, alle olimpiadi di Rio, in Brasile, si ripresenta nella gara da 10 metri con pistola ad aria compressa e 25 metri con pistola, sfumando in entrambe le occasioni la finale.
Nel 2018 ai campionati mondiali di tiro, ottiene la medaglia d'argento alle spalle della tiratrice greca Anna Korakakī. Grazie al secondo posto ottenuto nella gara con pistola ad aria compressa da 10 metri, ottiene di nuovo l'accesso per le olimpiadi, programmate per Tokyo 2020.
Nel 2021, alle olimpiadi di Tokyo, gareggia in tre gare, presenziando insieme a Damir Mikec alla neonata gara con pistola ad aria compressa da 10 metri a squadre, dove si sono classificati quarti dietro alla coppia ucraina, Olena Kostevyč e Oleh Omelchuk.
L'anno seguente, ai campionati mondiali di tiro, svoltosi a Il Cairo, in Egitto, ottiene la medaglia di bronzo nella gara da 10 metri con pistola ad aria compressa. Visto il buon risultato, Arunović si qualifica per le olimpiadi di Parigi, previste per luglio-agosto 2024.
A Parigi gareggia per la prova da 10 meri con pistola a livello individuale, non riuscendo a qualificarsi per la finale concludendo al decimo posto. Sempre in squadra con Mikec, si ripresenta alla gara a squadre da 10 metri con pistola ad aria compressa. Alle qualificazioni si classificano secondi, dietro alla coppia turca Tarhan-Dikeç, ottenendo l'accesso per la finale olimpica. In finale, sempre contro la coppia turca, riescono a vincere 16 a 14, ottenendo la loro prima medaglia d'oro in una competizione olimpica.

## Record
| Attuali record mondiali detenuti nella pistola ad aria compressa da 10 m | Attuali record mondiali detenuti nella pistola ad aria compressa da 10 m | Attuali record mondiali detenuti nella pistola ad aria compressa da 10 m | Attuali record mondiali detenuti nella pistola ad aria compressa da 10 m |
| ------------------------------------------------------------------------ | ------------------------------------------------------------------------ | ------------------------------------------------------------------------ | ------------------------------------------------------------------------ |
| Zorana Arunović                                                          | 246,9                                                                    | 11 marzo 2017                                                            | Maribor 2017                                                             |

### Risultati olimpici
| Evento                                          | Londra 2012   | Rio de Janeiro 2016 | Tokyo 2020 | Parigi 2024 |
| ----------------------------------------------- | ------------- | ------------------- | ---------- | ----------- |
| Pistola 25 metri                                | 4ª (787,3)    | 19ª (576)           | 9ª (584)   | N.D.        |
| Pistola 10 metri aria compressa                 | 7ª (385+98,5) | 11ª (382)           | 17ª (573)  | 10ª (575)   |
| Pistola 10 metri aria compressa a squadre miste | N.D.          | N.D.                | 4º         | Oro         |

## Palmarès
In carriera ha ottenuto i seguenti risultati:

### Giochi olimpici
Individuale
A squadre
- Oro nella pistola ad aria compressa da 10 metri a Parigi 2024

### Mondiali
Individuale
- Oro nella pistola ad aria compressa da 10 metri a Monaco di Baviera 2010
- Argento nella pistola da 25 metri a Monaco di Baviera 2010
- Argento nella pistola ad aria compressa da 10 metri a Changwon 2018
- Bronzo nella pistola ad aria compressa da 10 metri a Il Cairo 2022

A squadre
- Argento nella pistola da 25 metri a Monaco di Baviera 2010
- Oro nella pistola ad aria compressa da 10 metri a Granada 2014

### Europei
Individuale
- Bronzo nella pistola ad aria compressa da 10 metri a Győr 2016
- Oro nella pistola ad aria compressa da 10 metri a Maribor 2017
- Argento nella pistola ad aria compressa da 10 metri a Győr 2018
- Argento nella pistola ad aria compressa da 10 metri a Hamar 2022

A squadre
- Oro nella pistola ad aria compressa da 10 metri a Meråker 2010
- Oro nella pistola ad aria compressa da 10 metri a Brescia 2011
- Bronzo nella pistola ad aria compressa da 10 metri a Vierumäki 2012
- Oro nella pistola ad aria compressa da 10 metri a Odense 2013
- Argento nella pistola ad aria compressa da 10 metri a squadre miste a Odense 2013
- Bronzo nella pistola da 25 metri a Osijek 2013
- Oro nella pistola ad aria compressa da 10 metri a squadre miste a Győr 2016
- Argento nella pistola ad aria compressa da 10 metri a Győr 2016
- Oro nella pistola ad aria compressa da 10 metri a Maribor 2017
- Oro nella pistola ad aria compressa da 10 metri a squadre miste a Maribor 2017
- Argento nella pistola ad aria compressa da 10 metri a squadre miste a Győr 2018
- Bronzo nella pistola ad aria compressa da 10 metri a Győr 2018
- Bronzo nella pistola ad aria compressa da 10 metri a squadre miste a Osijek 2019
- Oro nella pistola ad aria compressa da 10 metri a Breslavia 2020
- Argento nella pistola ad aria compressa da 10 metri a squadre miste a Breslavia 2020
- Argento nella pistola ad aria compressa da 10 metri a squadre miste a Osijek 2021
- Bronzo nella pistola ad aria compressa da 10 metri a Osijek 2021
- Oro nella pistola ad aria compressa da 10 metri a Hamar 2022
- Bronzo nella pistola ad aria compressa da 10 metri a squadre miste a Hamar 2022

### |Giochi europei
Individuale
- Oro nella pistola ad aria compressa da 10 metri a Baku 2015
- Oro nella pistola ad aria compressa da 10 metri a Minsk 2019

A squadre
- Argento nella pistola ad aria compressa da 10 metri a Minsk 2019

### Giochi del Mediterraneo
Individuale
- Oro nella pistola ad aria compressa da 10 metri a Pescara 2009
- Oro nella pistola da 25 metri a Mersin 2013
- Argento nella pistola ad aria compressa da 10 metri a Mersin 2013
- Argento nella pistola ad aria compressa da 10 metri a Tarragona 2018
- Bronzo nella pistola ad aria compressa da 10 metri a Orano 2022

A squadre
- Oro nella pistola ad aria compressa da 10 metri a Orano 2022

### Universiadi
Individuale
- Argento nella pistola da 25 metri a Shenzen 2011

A squadre